# Muhlbach-sur-Munster
Muhlbach-sur-Munster – miejscowość i gmina we Francji, w regionie Grand Est, w departamencie Górny Ren.
Według danych na rok 1990 gminę zamieszkiwało 631 osób, 80 os./km².